# Homalattus coriaceus
Homalattus coriaceus là một loài nhện trong họ Salticidae.
Loài này thuộc chi Homalattus. Homalattus coriaceus được Eugène Simon miêu tả năm 1902.